# Hiéroglyphe égyptien M34
L'épi de blé, en hiéroglyphes égyptiens, est classifié dans la  section M « Arbres et plantes » de la liste de Gardiner ; il y est noté M34.

## Représentation
Il représente un épi barbu de blé amidonnier (Triticum turgidum subsp. dicoccon). Il est translittéré bdt ou bdty.

## Utilisation
| M34 | d · t | U9 | / | b | d · t | M34 |

| M34 | d · t | U9 | / | b | d · t | M34 |

| M34 | t · y | U9 · Z2 |

| M34 | t · y | U9 · Z2 |

| M34 | t · y | U9 · Z2 |

| M34 | t · y | U9 · Z2 |

« blé amidonnier ».